# Prisecani
Prisecani – wieś w Rumunii, w okręgu Vrancea, w gminie Boghești. W 2011 roku liczyła 251
mieszkańców.